# Populační dynamika

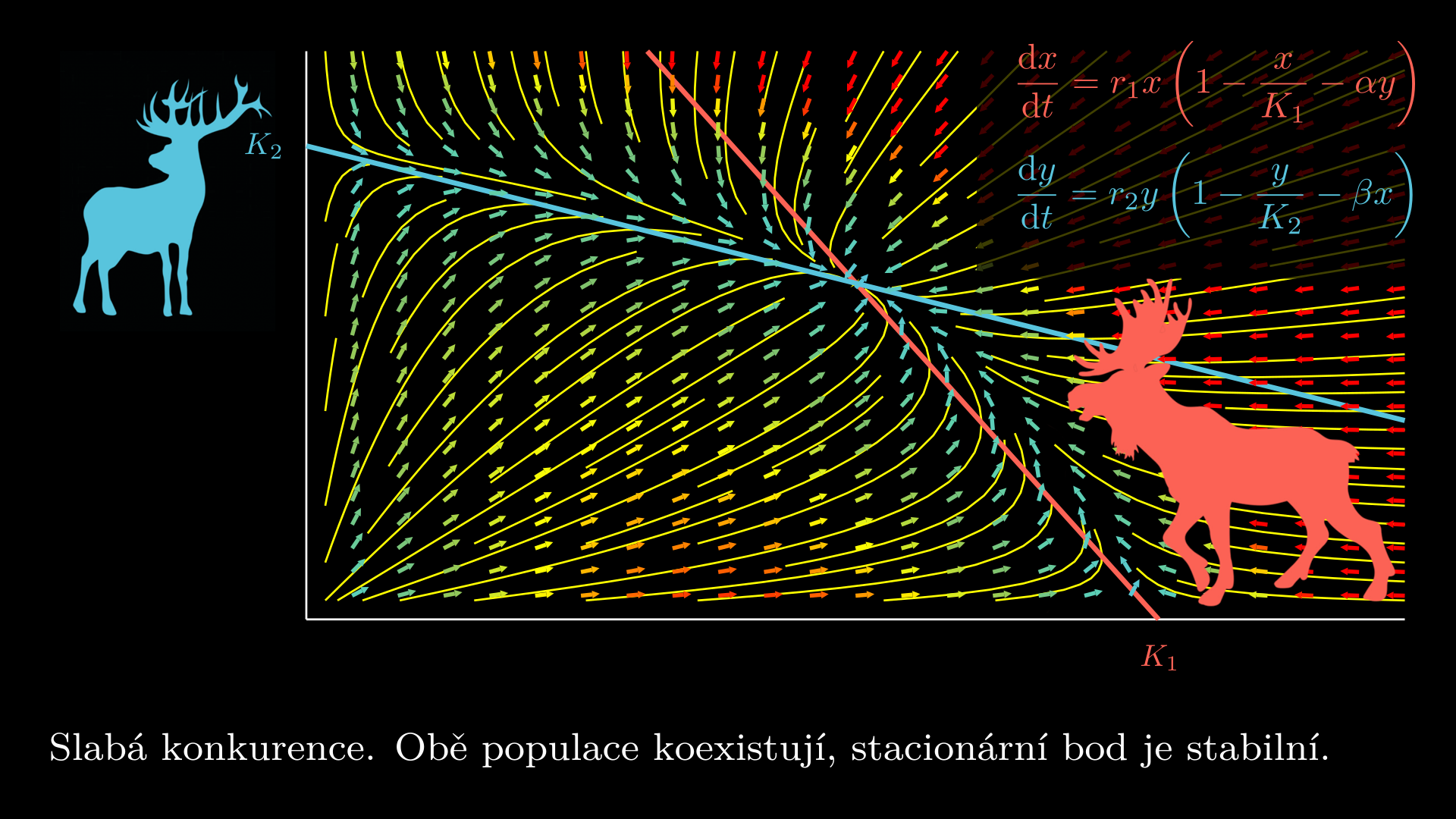
Fázový portrrét modelu konkurence dvou druhů ukazující slabou konkurenci a koexistenci obou druhů.

Populační dynamika popisuje kvantitativními matematickými modely rychlost růstu populací živočichů, rostlin, nebo obecně objektů stejného druhu. Využívá zpravidla aparát založený na diferenciálních rovnicích (a výsledkem jsou spojité modely) nebo na diferenčních rovnicích (a výsledkem jsou diskrétní modely)

## Spojité jednodruhové růstové modely
Ve spojitých modelech je velikost populace popsána spojitou funkcí času. Je-li {\displaystyle x(t)} velikost populace v čase {\displaystyle t}, je rychlost růstu dána derivací {\displaystyle {\frac {\mathrm {d} x}{\mathrm {d} t}}} a udává se v jednotkách velikosti populace za jednotku času. Výraz {\displaystyle {\frac {1}{x}}{\frac {\mathrm {d} x}{\mathrm {d} t}}}je relativní rychlost růstu.

### Exponenciální růst
Pokud populace roste rychlostí úměrnou velikosti populace, je jejím matematickým modelem diferenciální rovnice {\displaystyle {\frac {\mathrm {d} x}{\mathrm {d} t}}=kx,}kde {\displaystyle k} je konstanta. Řešením této rovnice vyhovujícím počáteční podmínce {\displaystyle x(0)=x_{0}} je exponenciální funkce {\displaystyle x(t)=x_{0}\mathrm {e} ^{kt}} a jedná se tedy o exponenciální růst. Tento model nezohledňuje omezenou úživnost prostředí a je vhodný jenom dokud tato úživnost není faktorem zpomalujícím populační růst. Hodí se tedy zpravidla pro malé rozrůstající se populace. Při exponenciálním růstu je relativní rychlost růstu konstantní.

### Logistický růst

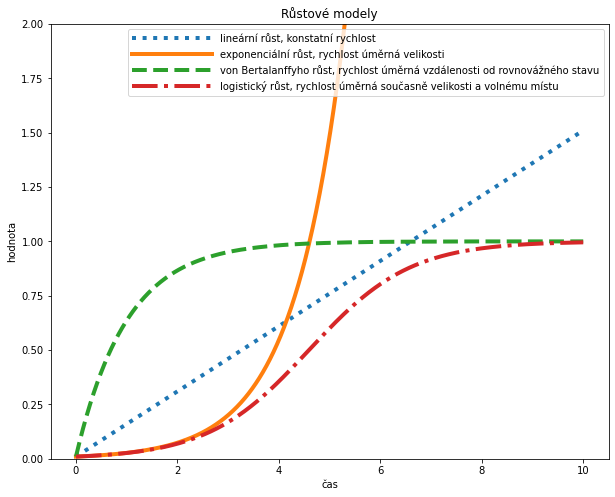
Srovnání lineárního růstu, exponenciálního růstu a logistického růstu.

Logistický růst zohledňuje vnitrodruhovou konkurenci a omezenou nosnou kapacitu prostředí (omezenou úživnost). Předpokládá, že rychlost růstu je úměrná současně velikosti populace a volné kapacitě prostředí. Matematickým vyjádřením je diferenciální rovnice {\displaystyle {\frac {\mathrm {d} x}{\mathrm {d} t}}=rx\left(1-{\frac {x}{K}}\right),}kde {\displaystyle r} je invazní parametr a {\displaystyle K} je nosná kapacita prostředí. Logistický růst je široce přijímaným výchozím modelem pro modelování popoulací, protože funkce vystupující v tomto modelu je dostatečně jednoduchá (známe dokonce analytické řešení, kterým je logistická funkce) a přitom dostatečně flexibilní pro některé modifikace, jako například různé strategie lovu populace. Terminologie založená na označení koeficientů logistické rovnice se používá používá i při označování životních strategií, kdy rozeznáváme r-stratégy a K-stratégy.

## Spojité vícedruhové růstové modely
Vícedruhové modely zohledňují interakci mezi dvěma či více druhy. Ukazují například, že při konkurenci dvou druhů může v závislosti na parametrech dojít ke konkurenčnímu vyloučení jednoho z druhů, nebo že ve společenství dravce a kořisti je přirozené pozorovat oscilace. Matematickým nástrojem jsou zpravidla autonomní systémy diferenciálních rovnic, které umožňují podobnou analýzu pomocí fázového portrétu, nulklin, stacionárních bodů a vlastních čísel Jacobiho matice v těchto bodech.

### Model konkurence dvou druhů
Konkurence dvou druhů je modelována dvojicí logistických rovnic pro dvě populace, přičemž rychlost růstu každé z populací je ještě ovlivněna přítomností druhé populace. V nejjednodušším modelu s mezidruhovou konkurencí přímo úměrnou oběma populacím je matematickým modelem soustava rovnic{\displaystyle {\begin{aligned}{\frac {\mathrm {d} x}{\mathrm {d} t}}&=r_{1}x\left(1-{\frac {x}{K_{1}}}\right)-k_{1}xy,\\{\frac {\mathrm {d} y}{\mathrm {d} t}}&=r_{2}x\left(1-{\frac {x}{K_{2}}}\right)-k_{2}xy.\end{aligned}}}

### Lotkův Volterrův model dravce a kořisti

Lotkův Volterrův model dravce a kořisti vysvětluje oscilaci obou populací v čase.

Lotkův Volterrův model dravce a kořisti je nejjednodušším modelem dravce a kořisti, který pro jednoduchost předpokládá exponenciální růst populace kořisti (ve skutečnosti se často projeví nosná kapacita prostředí) a neuvažuje saturaci predátorů. Má tvar {\displaystyle {\begin{aligned}{\frac {\mathrm {d} x}{\mathrm {d} t}}&=\alpha x-\beta xy,\\{\frac {\mathrm {d} y}{\mathrm {d} t}}&=-\gamma y+\delta xy.\end{aligned}}}

### Obecný model dravce a kořisti
Lotkův Volterrův model dokáže vysvětlit základní dynamiku systému dravce a kořisti, jako například oscilaci obou populací nebo změnu střední hodnoty při změně parametrů systému, ale řadu věcí podchytit pro svou jednoduchost nedokáže. Proto byly vyvinuty realističtější modely dravce a kořisti.

## Diskrétní růstové modely
V diskrétních modelech je velikost populace popsána posloupností. Příslušné modely mají povahu rekurentních vztahů nebo diferenčních rovnic.

### Diskrétní logistická rovnice
Diskrétní logistická rovnice je obdoba logistické rovnice pro posloupnosti. Má tvar {\displaystyle x_{n+1}=rx_{n}\left(1-x_{n}\right).}

### Leslieho model
Leslieho model je maticový model umožňující sledovat věkovou strukturu populace.